# Ricky Berry
Ricky Berry (ur. 6 października 1964 w Lansing, zm. 14 sierpnia 1989 w Fair Oaks) – amerykański koszykarz, występujący na pozycji niskiego skrzydłowego.
W 1989 popełnił samobójstwo.

## Osiągnięcia
Na podstawie,  o ile nie zaznaczono inaczej.

### Zawodnicze
NCAA
- Uczestnik rozgrywek turnieju NCAA (1984)
- Mistrz sezonu regularnego Pac-12 (1984)
- Zaliczony do I składu All-PCAA (Pacific Coast Athletic Association – 1986–1988)
- Lider PCAA w liczbie celnych (250) i oddanych (520) rzutów z gry (1988)

Reprezentacja
- Wicemistrz igrzysk panamerykańskich (1987)[4]